# Nyctixalus
Nyctixalus is een geslacht van kikkers uit de familie schuimnestboomkikkers (Rhacophoridae). De groep werd voor het eerst wetenschappelijk beschreven door George Albert Boulenger in 1882.
Er zijn drie soorten die voorkomen in Azië: Borneo, Java, India, de Filipijnen, Sumatra en zuidelijk Vietnam.

## Taxonomie
Geslacht Nyctixalus
- Soort Nyctixalus margaritifer
- Soort Nyctixalus pictus
- Soort Nyctixalus spinosus

Beddomixalus · 
Chiromantis · 
Feihyla · 
Ghatixalus · 
Gracixalus · 
Kurixalus · 
Liuixalus · 
Mercurana · 
Nasutixalus · 
Nyctixalus · 
Philautus · 
Polypedates · 
Pseudophilautus · 
Raorchestes · 
Rhacophorus · 
Taruga · 
Theloderma